# Luciola kagiana
Luciola kagiana là một loài bọ cánh cứng trong họ Đom đóm (Lampyridae). Loài này được Matsumura miêu tả khoa học năm 1928.